# Gekiga

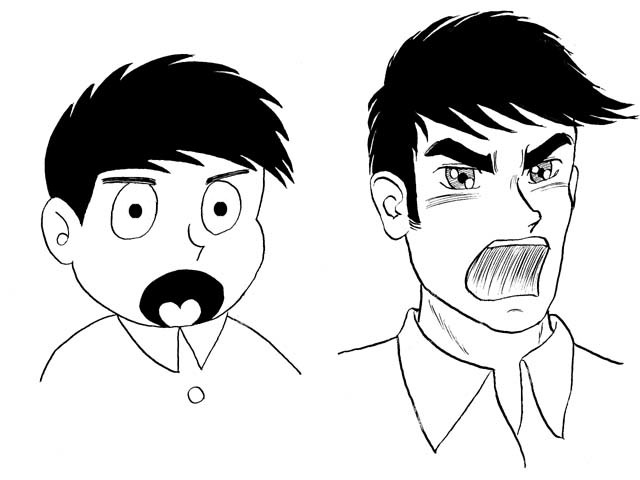
Una expressió característica d'una historieta clàssica (esquerra), i una expressió estil gekiga (dreta).

Gekiga (劇画) és el vocable japonès per a "imatge dramàtica". El terme va ser creat per Yoshihiro Tatsumi i adoptat per molts altres mangakes professionals que no volien que el seu treball fos conegut com a manga o "gargots", d'associació infantil, en contraposició al còmic per a adults que feien ells. És comparable a la decisió de Will Eisner quan va començar a anomenar les seves publicacions "Novel·les gràfiques", en lloc d'emprar el concepte "llibres d'historietes o comic books", per la mateixa raó.

## Història
Tatsumi va començar a publicar gekiga el 1957. El gekiga era summament diferent de la majoria dels mangues que, en aquells temps, estaven majoritàriament dirigits als nens i nenes. Si les noves historietes van trobar el seu lloc, no va ser gràcies al manga comercial publicat a Tòquio i liderat per Osamu Tezuka, sinó, més aviat, gràcies a les biblioteques públiques localitzades a Osaka. Les biblioteques eren més tolerants amb la publicació de treballs experimentals i ofensius que el corrent comercial de Tezuka durant aquest període. Entre els finals dels anys seixanta i principis dels setanta, els nens i nenes que van créixer llegint manga i que buscaven obres una mica més adaptades a un públic adult van trobar en el gekiga el que buscaven.
A causa del creixement en popularitat del gekiga i altres mangues underground, fins i tot Tezuka va començar a mostrar la influència dels dibuixants de gekiga en algunes de les seves obres com Hi no Tori (Phoenix), de mitjans dels anys setanta, i especialment Adolf, en els vuitanta. Adolf estava influenciat en gran part pel treball artístic de Tatsumi, amb un estil més realista i un panorama més fosc que la majoria dels treballs de Tezuka. Paradoxalment, Tatsumi es va veure influenciat per les tècniques de Tezuka a l'hora d'explicar històries.
No solament la forma d'explicar la història era més seriosa en el gekiga, també l'estil ho era. El gekiga constitueix un treball de primera generació pels historietistes japonesos alternatius. Oblidant-se dels objectius principals del gekiga de mostrar històries més reals i madures, alguns autors van abusar de la definició per produir treballs que solament contenien factors xocants.
Com a resultat de l'adopció per part de Tezuka de l'estil gekiga i la manera d'explicar les històries, es van obrir les portes per acceptar una àmplia diversitat d'històries experimentals al mercat comercial de manga el que la crítica anomenà "edat d'or del manga". Això va començar a mitjans dels anys setanta i va continuar fins als vuitanta. Va acabar gradualment quan el mercat de revistes shōnen es va tornar més comercial.
Posteriorment, el mercat comercial de publicacions shōnen mostrà una gran quantitat d'influències del gekiga. Aquest tipus de treballs es pot trobar fàcilment en mercats una mica més underground (usualment revistes shōnen).
D'altra banda, altres moviments artístics van emergir a partir de la revista de manga alternatiu, Garo, a la vegada que el gekiga era acceptat en l'àmbit més comercial. Temps després, el moviment anomenat "la nouvelle manga" va agafar el relleu del gekiga com a manga alternatiu al Japó.

## Estil
Encara que el dibuix gekiga varia considerablement entre els diferents artistes del gènere, es mantenen certs elements inalterables, fonamentalment: una imatge que mostra una expressió realista característica pels detalls en l'expressió facial. A diferència de la historieta clàssica, els caps dels personatges guarden una proporció més realista respecte a la dels éssers humans. En el gekiga es tendeix també a dibuixar més les expressions musculars del rostre d'acord amb l'emoció que s'intenta transmetre.

## Mangakes d'estil gekiga
En aquesta llista es recullen alguns mangakes coneguts per crear obres des d'una perspectiva gekiga.
- Kazuichi Hanawa
- Tetsuo Hara
- Seiichi Hayashi
- Hiroshi Hirata[9]
- Yukinobu Hoshino
- Ryoichi Ikegami
- Susumu Katsumata
- Kazuo Koike
- Goseki Kojima
- Takao Saito
- Imiri Sakabashira
- Tokunan Seiichiro
- Sanpei Shirato
- Masayuki Taguchi
- Rumiko Takahashi
- Yoshihiro Tatsumi
- Buichi Terasawa
- Osamu Tezuka (darrers treballs com MW o Ode to Kirihito)
- Yoshiharu Tsuge
- Tadao Tsuge
- Yukichi Yamamatsu